# Gradenberg-Piber
Gradenberg-Piber ist eine Katastralgemeinde der Stadtgemeinde Köflach im Bezirk Voitsberg, Steiermark. Sie gehörte von 1850 bis 2014 zur eigenständigen Gemeinde Graden, welche bei ihrer Gründung noch den Namen Graden-Piber trug. Am 1. Januar 2015 kam sie mit dem restlichen Gebiet der Gemeinde im Rahmen der Gemeindestrukturreform in der Steiermark zu der Stadtgemeinde Köflach.

## Geografie und Lage
Gradenberg-Piber liegt im nordwestlichen Teil der Stadtgemeinde Köflach, nordwestlich des Hauptortes Köflach, auf den Erhebungen zwischen dem Katzbach und dem Sallabach im Westen und Südwesten sowie dem Tal des Gradnerbaches im Osten. Nördlich und nordöstlich grenzt die Katastralgemeinde an die zur Gemeinde Kainach bei Voitsberg gehörenden Katastralgemeinden Oswaldgraben und Kainach. Im Osten verläuft die Grenze zur Katastralgemeinde Graden-Piber entlang des Tales des Gradnerbaches. Der Gradnerbach bildet im Südosten auch die Grenze zur Katastralgemeinde Piberegg der Stadtgemeinde Bärnbach. Im Süden verläuft die Grenze zur Köflacher Katastralgemeinde Gradenberg mit der Siedlung Krenhof und der Rotte Krengraben zum Großteil entlang des Sallabaches. Im Südwesten, Westen und Nordwesten befindet sich die Marktgemeinde Maria Lankowitz, wobei der Sallabach auch hier den Grenzverlauf zu den Katastralgemeinden Kirchberg und Salla bildet. Die Grenze zur Maria Lankowitzer Katastralgemeinde Scherzberg verläuft wiederum entlang des Katzbaches und über den Gipfel des Wetterkogels.
Auf dem Gebiet der Katastralgemeinde befinden sich die Streusiedlungen Berg, Mitteregg und Sallagraben sowie mehrere Einzelhöfe. Die höchste Erhebung auf dem Gebiet von Gradenberg-Piber ist der 1362 Meter hohe Wetterkogel.

## Geschichte
Das Gebiet von Gradenberg-Piber wurde ab dem späten Frühmittelalter besiedelt. Mit der Konstituierung der freien Gemeinden kam Gradenberg-Piber zusammen mit Graden-Piber zur eigenständigen Gemeinde Graden-Piber, der späteren Gemeinde Graden. Am 1. Jänner 2015 wurde im Rahmen der steiermärkischen Gemeindestrukturreform die Gemeinde Graden, und damit auch die Katastralgemeinde Gradenberg-Piber, mit der Stadtgemeinde Köflach zusammengelegt.